# تابع اعداد اول

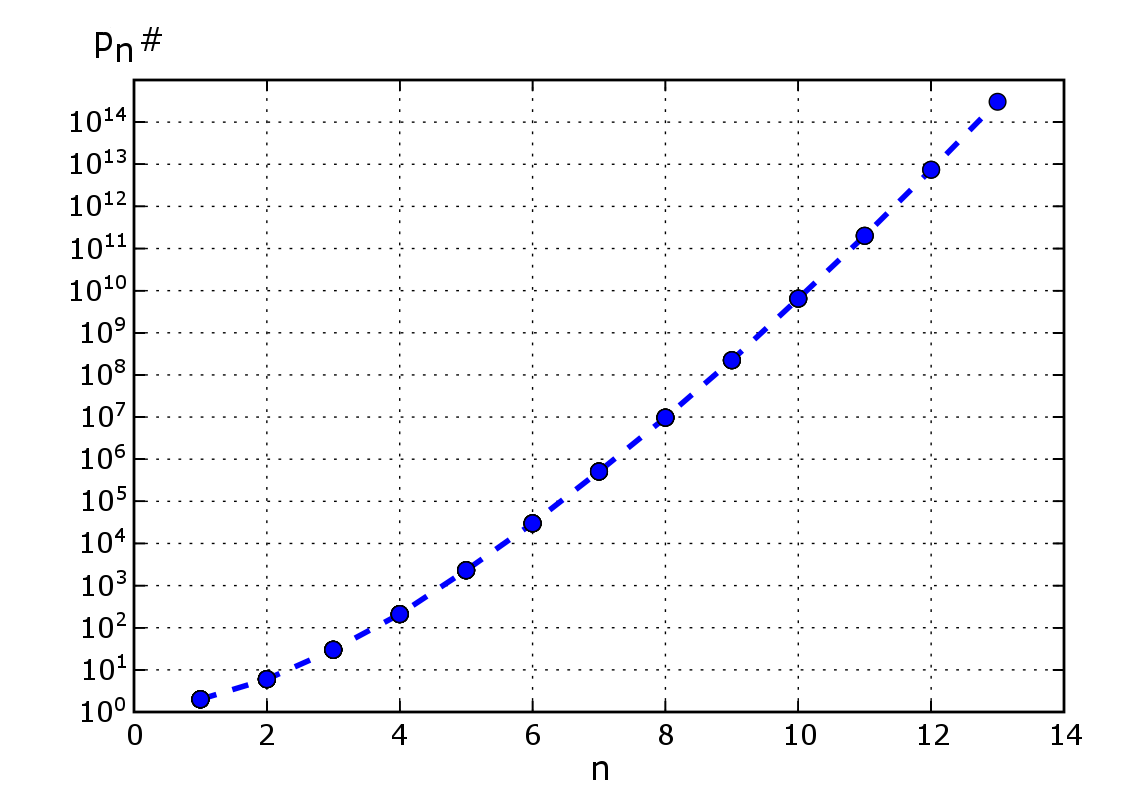
p_{n}# as a function of n, plotted logarithmically.

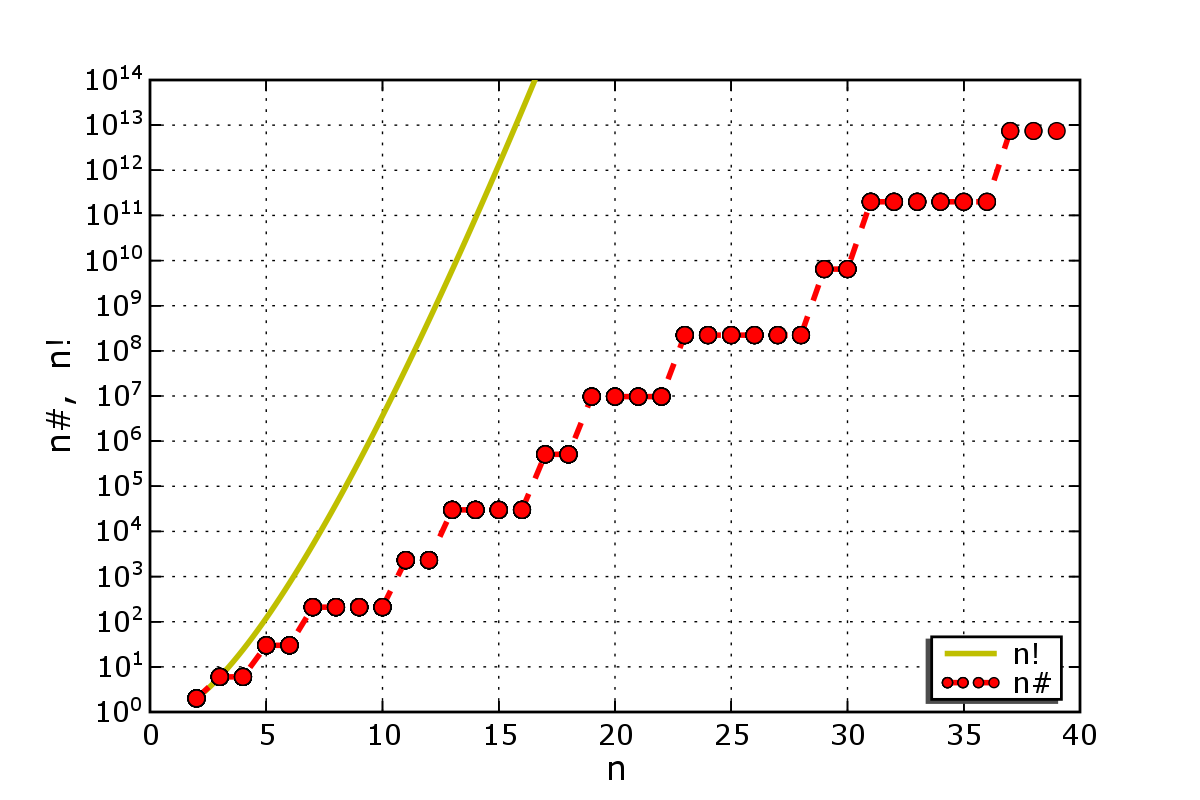
n# as a function of n (red dots), compared to n!. Both plots are logarithmic.

در ریاضیات، به‌طور ویژه در نظریه اعداد، تابع اعداد اول، تابعی از اعداد طبیعی به اعداد طبیعی همانند تابع فاکتوریل می‌باشد که به جای ضرب اعداد صحیح مثبت، اعداد اول صرفاً ضرب می‌شوند.
دو تعریف متضاد وجود دارد که تفسیر این استدلال را متفاوت می‌کند:
تعبیر استدلال اول بیان می‌دارد که در دنباله اعداد اول شاخص[اعداد اول] وجود دارد (پس این تابع اکیداً صعودی است) درحالیکه تعبیر استدلال دوم بیان می‌دارد که اعداد اول برای ضرب، معین اند (پس مقدار تابع در هر عدد مرکب، مشابه مقدار قبلی خود[تا عدد اول ماقبل] می‌باشد)
این مقاله از تعبیر دوم استفاده می‌کند.
عبارت «تابع اعداد اول»، منسوب به Harvey Dubner، با اعداد اول متناسب است همان‌طور که تابع عوامل (فاکتوریل) با عوامل رابطه دارد.

## تعریفی بر اعداد اول
تابع اعداد اول، pn، برای nامین عدد اول، عبارت #pn حاصل nتا عدد اول تعریف می‌شود.
{\displaystyle p_{n}\#=\prod _{k=1}^{n}p_{k}}
که pk، kامین عدد اول می‌باشد.
به عنوان مثال، p5# دلالت بر حاصل ۵ عدد اول دارد:
{\displaystyle p_{5}\#=2\times 3\times 5\times 7\times 11=2310.}
برای ۶ تابع اعداد اول، pn# به صورت زیر است:
1, 2, 6, 30, ۲۱۰, ۲۳۱۰.
این دنباله شامل p0# = ۱ نیز به عنوان حاصل پوچ (هسته یا همان کرنل) می‌باشد.
تابع اعداد اول pn# مطابق زیر رشد می‌کند:
{\displaystyle p_{n}\#=e^{(1+o(1))n\log n},}
که {\displaystyle o(\cdot )} نماد oکوچک می‌باشد.

## تعریفی بر اعداد طبیعی
در کل، برای هر عدد صحیح مثبت n همانند تابع اعداد اول، #n به صورت حاصل اعداد اول که ≤ n: هستند، تعریف می‌شود.
{\displaystyle n\#=\prod _{i=1}^{\pi (n)}p_{i}=p_{\pi (n)}\#}
که {\displaystyle \scriptstyle \pi (n)} ''تابع شمارش اعداد اول''است؛ که تعداد اعداد اول ≤ n را می‌دهد؛ و معادل زیر است:
{\displaystyle n\#={\begin{cases}1&{\text{if }}n=1\\n\times ((n-1)\#)&{\text{if }}n>1\ \And \ n{\text{ is prime}}\\(n-1)\#&{\text{if }}n>1\ \And \ n{\text{ is composite}}.\end{cases}}}
برای مثال ۱۲# حاصل اعداد اول ≤ ۱۲ را بیان می‌دارد.
{\displaystyle 12\#=2\times 3\times 5\times 7\times 11=2310.}
زیرا {\displaystyle \scriptstyle \pi (12)=5} را می‌توان از طریق زیر محاسبه کرد:
{\displaystyle 12\#=p_{\pi (12)}\#=p_{5}\#=2310.}
مقادیر تابع اعداد اول را برای ۱۲ مقدار اول n\# در نظر بگیرید.
۱، ۲، ۶، ۶، ۳۰، ۳۰، ۲۱۰، ۲۱۰، ۲۱۰، ۲۱۰، ۲۳۱۰، ۲۳۱۰.
می‌بینیم که برای هر عدد مرکب n هر جملهٔ n# جملهٔ ماقبل خود را تکثیر می‌کند (n − ۱)# چنانچه در تعریف گفته شد. در مثال بالا داریم 12# = p5# = ۱۱# زیرا ۱۲ عددی مرکب است.
لگاریتم طبیعی n# اولین تابع چبیشف است که به صورت {\displaystyle \theta (n)} یا {\displaystyle \vartheta (n)} نوشته می‌شود که برای nهای بزرگ به n نزدیک می‌شود.[هم‌ارزی].
نظر ضرب کردن همه اعداد اول شناخته شده در اثبات نامحدود بودن اعداد اول، به وقوع پیوست؛ که از آن برای وجود اشتقاقی سایر اعداد اول استفاده می‌شود.

## ویژگی‌ها و کاربردها
تابع اعداد اول در تحقیق اعداد اول در پیشرفت‌های حسابی افزایشی نقش دارد. برای مثال ۲۲۳۶۱۳۳۹۴۱ + ۲۳# اول است که با دنباله‌ای با سیزده عدد اول که با اضافه کردن مکرر ۲۳# کشف شد شروع و با ۵۱۳۶۳۴۱۲۵۱ تمام شد. ۲۳# هم چنین تفریق عادی در پیشرفت حسابی ۱۵ و ۱۶ عدد اول است.
هر عدد مرکب عالی، حاصل تابع اعداد اول می‌باشد. (۳۶۰ = ۲·۶·۳۰)
همهٔ اعداد تابع اعداد اول، مکعب ناکامل اند و از اعداد کوچک‌تر از خود عوامل اول مجزای بیش تری دارد. برای هر تابع اعداد اول n، کسر {\displaystyle \phi (n)/n} از هر عدد صحیح کمتر، کوچک‌تر است و {\displaystyle \phi } تابع نمایی اویلر می‌باشد.
هر تابع کامل ضربی، با مقادیر خود در تابع اعداد اول تعریف می‌شود، زیرا با مقادیر خود در اعداد اول بیان می‌شود که می‌توان با تقسیم مقادیر مجاور آن را پوشا کرد.
سامانه‌های پایه‌ای مربوط به تابع اعداد اول (مانند پایه ۳۰؛ با سامانه عددی تابع اعداد اول اشتباه نگیرید) از هر پایه کوچتری نسبت کمتری از توابع تکرار را داراست.
هر تابع عدد اول، عددی با توان پراکنده است.

## نمود
تابع زتای ریمان در اعداد صحیح مثبت بزرگتر از یک را می‌توان با تابع اعداد اول و {\displaystyle J_{k}(n)} تابه نمایی جردن بیان کرد:
{\displaystyle \zeta (k)={\frac {2^{k}}{2^{k}-1}}+\sum _{r=2}^{\infty }{\frac {(p_{r-1}\#)^{k}}{J_{k}(p_{r}\#)}},\quad k=2,3,\dots }

## جدول تابع اعداد اول
| n  | n#      | pn            | pn#                         |
| -- | ------- | ------------- | --------------------------- |
| ۰  | ۱       | عدد اولی نیست | 1                           |
| ۱  | ۱       | ۲             | ۲                           |
| ۲  | ۲       | ۳             | ۶                           |
| ۳  | ۶       | ۵             | ۳۰                          |
| ۴  | ۶       | ۷             | ۲۱۰                         |
| ۵  | ۳۰      | ۱۱            | ۲۳۱۰                        |
| ۶  | ۳۰      | ۱۳            | ۳۰۰۳۰                       |
| ۷  | ۲۱۰     | ۱۷            | ۵۱۰۵۱۰                      |
| ۸  | ۲۱۰     | ۱۹            | ۹۶۹۹۶۹۰                     |
| ۹  | ۲۱۰     | ۲۳            | ۲۲۳۰۹۲۸۷۰                   |
| ۱۰ | ۲۱۰     | ۲۹            | ۶۴۶۹۶۹۳۲۳۰                  |
| ۱۱ | ۲۳۱۰    | ۳۱            | ۲۰۰۵۶۰۴۹۰۱۳۰                |
| ۱۲ | ۲۳۱۰    | ۳۷            | ۷۴۲۰۷۳۸۱۳۴۸۱۰               |
| ۱۳ | ۳۰۰۳۰   | ۴۱            | ۳۰۴۲۵۰۲۶۳۵۲۷۲۱۰             |
| ۱۴ | ۳۰۰۳۰   | ۴۳            | ۱۳۰۸۲۷۶۱۳۳۱۶۷۰۰۳۰           |
| ۱۵ | ۳۰۰۳۰   | ۴۷            | ۶۱۴۸۸۹۷۸۲۵۸۸۴۹۱۴۱۰          |
| ۱۶ | ۳۰۰۳۰   | ۵۳            | ۳۲۵۸۹۱۵۸۴۷۷۱۹۰۰۴۴۷۳۰        |
| ۱۷ | ۵۱۰۵۱۰  | ۵۹            | ۱۹۲۲۷۶۰۳۵۰۱۵۴۲۱۲۶۳۹۰۷۰      |
| ۱۸ | ۵۱۰۵۱۰  | ۶۱            | ۱۱۷۲۸۸۳۸۱۳۵۹۴۰۶۹۷۰۹۸۳۲۷۰    |
| ۱۹ | ۹۶۹۹۶۹۰ | ۶۷            | ۷۸۵۸۳۲۱۵۵۱۰۸۰۲۶۷۰۵۵۸۷۹۰۹۰   |
| ۲۰ | ۹۶۹۹۶۹۰ | ۷۱            | ۵۵۷۹۴۰۸۳۰۱۲۶۶۹۸۹۶۰۹۶۷۴۱۵۳۹۰ |